# (2681) Островский
(2681) Островский (лат. Ostrovskij) — типичный астероид главного пояса, открыт 2 ноября 1975 года советским астрономом Тамарой Смирновой в Крымской астрофизической обсерватории и 26 марта 1986 года назван в честь советского писателя Николая Островского.

## Обнаружение и именование
(2681) Островский
Открыт 2 ноября 1975 года в Научном Т. М. Смирновой.
Назван в память о советском писателе Николае Алексеевиче Островском (1904—1936), известном своей книгой «Как закалялась сталь».
Оригинальный текст (англ.)2681 Ostrovskij
Discovered 1975-11-02 by Smirnova, T. at Nauchnyj.
Named in memory of Nikolaj Alekseevich Ostrovskij (1904—1936), Soviet writer, known for his book «How the steel was tempered».
Источники: DISCOVERY.DB; M.P.C. 10546.

## Орбита

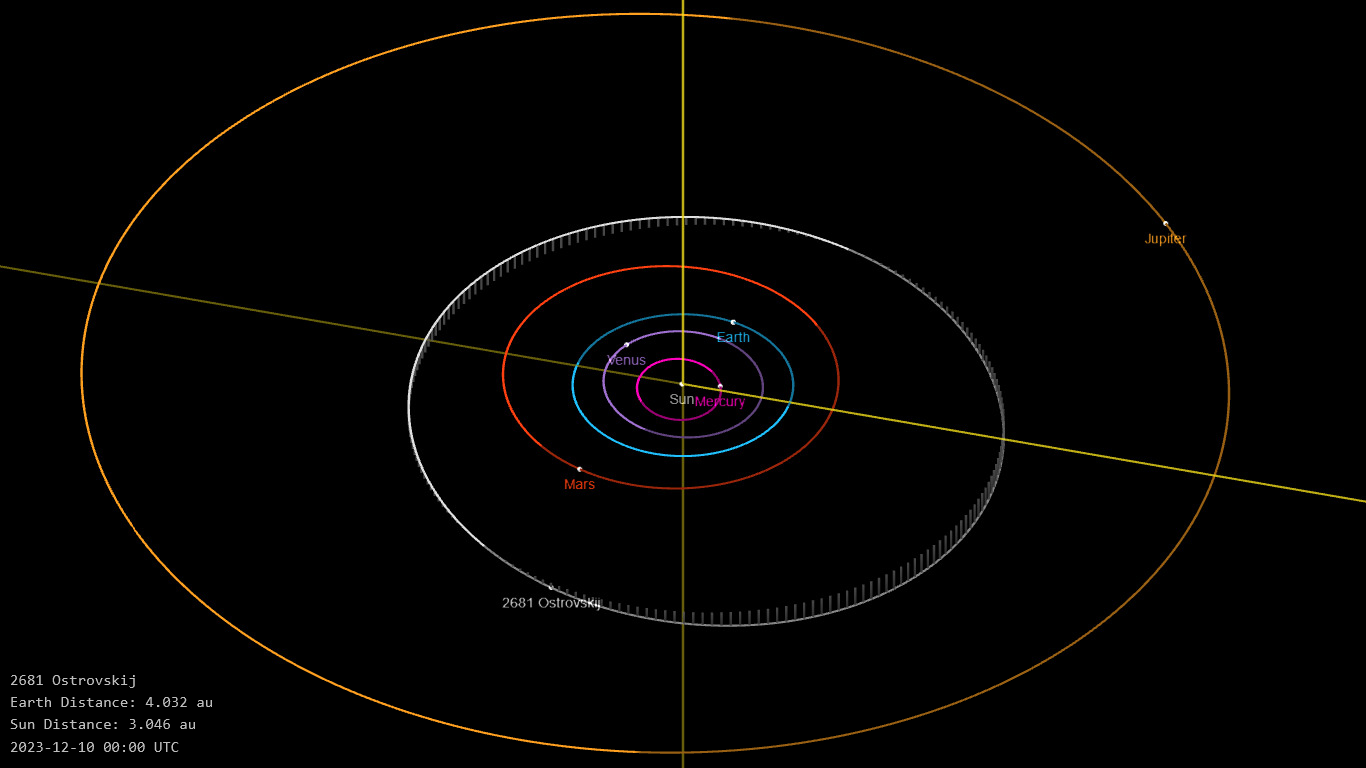
Орбита астероида Островский и его положение в Солнечной системе

## Физические характеристики
Из результатов второго этапа спектроскопической съёмки малых астероидов главного пояса (Small Main-belt Asteroid Spectroscopic Survey, SMASSII) следует, что астероид относится к таксономическому классу Xk.
По результатам наблюдений в видимом и ближнем инфракрасном диапазоне космического телескопа NEOWISE диаметр астероида оценивался равным 13,297±0,393 км. Согласно тем же источникам альбедо оценивается как 0,1201±0,0169 и 0,120±0,017.